# 格曼·拉波德
格曼·拉波德（法語：Germaine Laborde，1905─1934年）出生於阿爾及利亞奧蘭省的瓦赫蘭，她當選1929年的法國小姐。

## 生平
她的雙親都是阿爾及利亞人，兩人都是歌劇演員，因此她繼承了歌劇的生活，在1930年也登台開始參與演出。

## 法國小姐
1928年她獲得南部-庇里牛斯的地方選美，1929年2月2日在莫里斯·德·瓦萊夫的主持下，成為第五屆的法國小姐。